# Cassandre Beaugrand
Cassandre Beaugrand (* 23. Mai 1997 in Livry-Gargan (Seine-Saint-Denis)) ist eine französische Triathletin und Mitglied der Nationalmannschaft. Sie ist Olympiasiegerin Triathlon (2024) und amtierende ITU-Weltmeisterin Triathlon Sprint- und Kurzdistanz (2024).

## Werdegang
Von 2006 bis 2011 trat Beaugrand für den Verein ihres Heimatortes, Livry-Gargan Athlétisme, an und wird seit damals von ihrem Vater Ludovic Beaugrand trainiert. 2012 trat Beaugrand dem Verein AS Monaco Athlétisme bei und war bis 2013 auch Elite-Triathletin von Saint-Raphaël Triathlon, wechselte dann aber in der Saison 2014 zum Club Poissy Triathlon, mit dem sie, obwohl noch in der Jugend-Kategorie, an der Triathlon-Serie Grand Prix de Triathlon teilnahm.
Seit 2012 nimmt Cassandre Beaugrand an ITU-Wettkämpfen teil. Mit erst 15 Jahren wurde sie bei den Europameisterschaften in Aguilas Zweite im Team-Bewerb der Jugend-Kategorie (16–17 Jahre). 2013 gewann Beaugrand die Silbermedaille bei den Französischen Staatsmeisterschaften in der Junioren-Klasse (18–19 Jahre), obwohl sie gerade erst der Jugend-Klasse (cadet(te), 16–17 Jahre) angehörte. In Holten wurde Beaugrand im Juni Europameisterin im Jugend-Staffel-Bewerb.

### Staatsmeisterin Cross-Country 2013
In den Jahren 2013 und 2014 gewann Beaugrand die französischen Cross-Country-Staatsmeisterschaften und stellte 2013 und 2014 über 1500 Meter zweimal einen neuen französischen Jugendrekord auf.
2013 und 2014 nahm Beaugrand auch schon an ITU-Elite-Wettkämpfen teil, obwohl sie noch der Jugend-Kategorie (cadet(te): 16–17 Jahre) angehörte. International bekannt war Beaugrand aber spätestens seit dem EYOF (European Olympic Youth Festival) in Utrecht, wo sie im Juli 2013 die 1500-m-Disziplin gewann.

### Staatsmeisterin Triathlon 2014
2014 gewann Beaugrand bereits ihre erste ITU-Einzelbewerb-Goldmedaille beim Junioren-Europacup in Quarteira (13. April 2014). Bei der Junioren-Europameisterschaft in Kitzbühel folgte im Juni die Bronzemedaille für die damals 16-Jährige.
2014 wurde Beaugrand in den französischen Medien als neuer „Superstar“ gefeiert – auch weil sie in jeweils höheren Kategorien, als ihrem Alter entsprachen, international Medaillen gewinnen konnte.
Am 29. August 2014 wurde Beaugrand in Edmonton im Rahmen des Grand Finals der Triathlon-Serie Vizeweltmeisterin in der Kategorie Junioren und im September französische Triathlon-Staatsmeisterin in der Elite-Klasse. Beim Großen Finale der Clubmeisterschaftsserie am 28. September 2014 in Nizza, bei der Cassandre Beaugrand erstmals in dieser Saison in der Grand-Prix-Serie antrat, gewann sie den Einzelbewerb, die Mannschaftswertung, die Grand-Prix-Gesamt-Mannschaftswertung für Poissy Triathlon sowie die Kategorie „Beste Nachwuchs-Triathletin“ und Elite-Sprint-Staatsmeisterin.
Am 27. Oktober 2014 stellte sie einen neuen nationalen Rekord auf der 10-Kilometer-Distanz (genannt semi-marathon bzw. Voie Royale) in ihrer Altersklasse (cadette) in Saint-Denis auf.
Im Juni 2016 wurde sie Dritte bei der Europameisterschaft auf der Triathlon-Sprintdistanz.

### Olympische Sommerspiele 2016

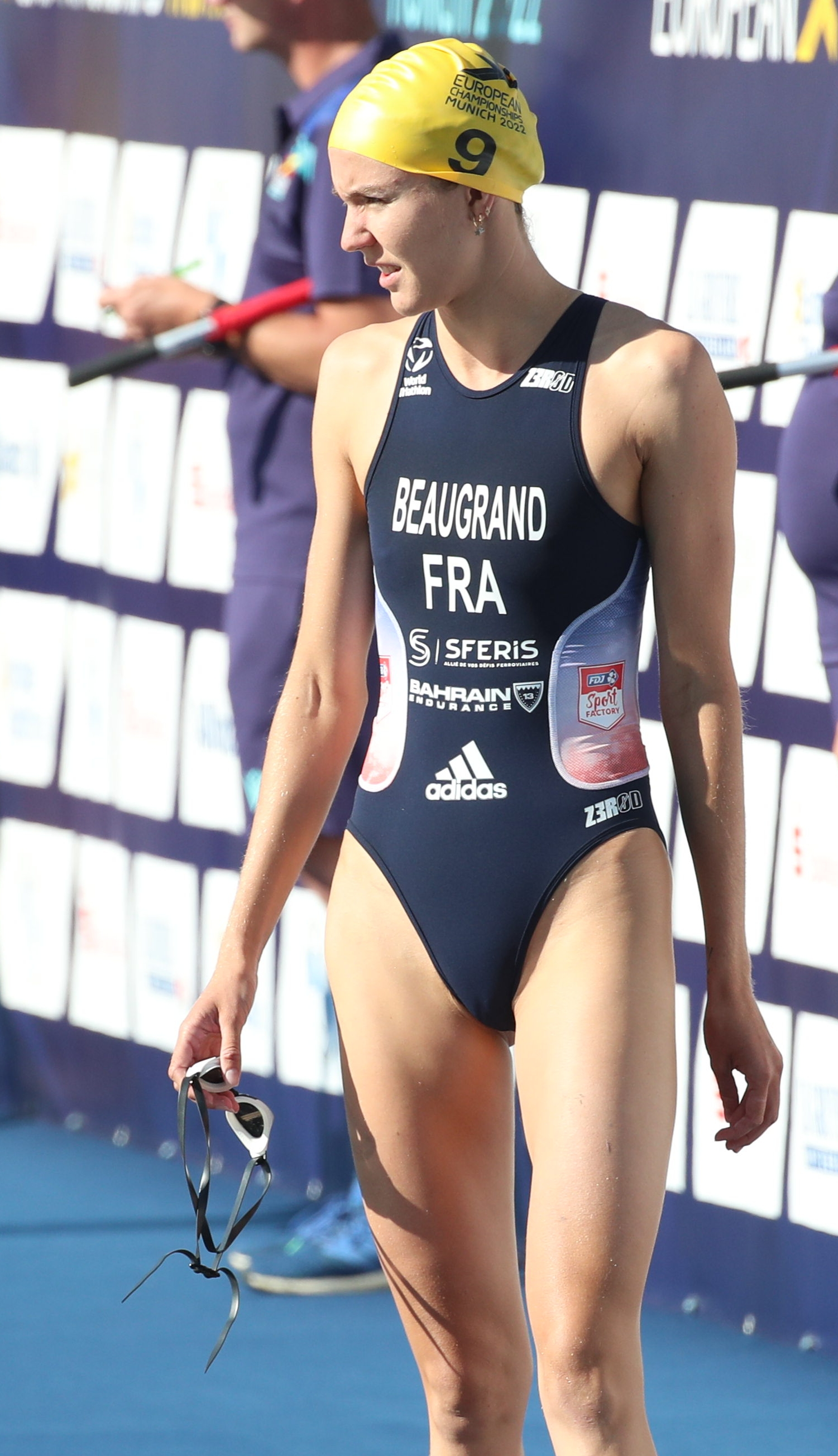
Cassandre Beaugrand bei der EM in München, 2022

Cassandre Beaugrand qualifizierte sich für einen Startplatz bei den Olympischen Sommerspielen. Sie ging am 20. August 2016 in Rio de Janeiro mit Audrey Merle für Frankreich an den Start und belegte den 30. Rang.
Im Mai 2018 wurde Beaugrand nur wenige Tage nach ihrem 21. Geburtstag zum dritten Mal französische Elite-Staatsmeisterin auf der Triathlon-Sprintdistanz. Im August wurde sie in Glasgow Dritte bei der Europameisterschaft auf der Kurzdistanz und im französischen Mixed-Team wurde sie auch Europameisterin mit der Staffel. Im September wurde sie in Australien U23-Vizeweltmeisterin Triathlon.
Im September 2020 wurde die damals 23-Jährige in Hamburg Elfte bei der Weltmeisterschaft – die Rennserie der ITU war im Zuge der Coronavirus-Pandemie auf ein einziges, entscheidendes Rennen über die Sprintdistanz reduziert worden.
Im Mai 2021 qualifizierte sich Cassandre Beaugrand zum zweiten Mal nach 2016 für einen Startplatz bei den Olympischen Spielen, sie konnte das Rennen im Juli in Tokio aber nicht beenden.

### Welt- und Europameisterin Triathlon Mixed Relay 2022
Im Juni 2022 wurde sie in Montreal Triathlon-Weltmeisterin im Team – zusammen mit Pierre Le Corre, Vincent Luis und Emma Lombardi. Im August wurde sie in München Fünfte bei der Europameisterschaft auf der Kurzdistanz. Zwei Tage später konnte Beaugrand das Rennen in der gemischten Staffel mit Emma Lombardi, Dorian Coninx und Léo Bergère wieder für Frankreich entscheiden. Mit dem zehnten Rang im letzten Rennen (Grand Final) der ITU World Championship Series 2022 in Abu Dhabi belegte Beaugrand den fünften Rang in der Weltmeisterschaftsrennserie.
Im September 2023 wurde sie in Spanien hinter der Britin Beth Potter Vizeweltmeisterin im Triathlon.

### Olympische Sommerspiele 2024
Bei ihrer dritten Olympiateilnahme wurde Beaugrand in Paris vor heimischen Publikum Olympiasiegerin vor der Schweizerin Julie Derron. In der gemischten Staffel belegte sie fünf Tage später mit Pierre Le Corre, Emma Lombardi und Léo Bergère den vierten Rang.
Im Oktober 2024 wurde die 27-Jährige im spanischen Torremolinos ITU-Weltmeisterin auf der Triathlon-Kurzdistanz.

## Auszeichnungen
- Für ihren Olympiasieg wurde Beaugrand im September 2024 als Ritter in die Ehrenlegion aufgenommen.[12]

## Sportliche Erfolge
| Datum/Jahr    | Rang | Wettbewerb                                               | Austragungsort | Zeit     | Bemerkung |
| ------------- | ---- | -------------------------------------------------------- | -------------- | -------- | --- |
| 12. Juli 2025 | 2    | ITU World Championship Series 2025                       | Hamburg        | 00:56:29 | |
| 31. Mai 2025  | 1    | ITU World Championship Series 2025                       | Alghero        | 01:55:55 | |
| 17. Mai 2025  | DNF  | ITU World Championship Series 2025                       | Yokohama       | –        | Sturz mit dem Rad |
| 22. März 2025 | 1    | ITU Indoor Triathlon World Cup                           | Liévin         | 00:10:19 | |
| 17. Okt. 2024 | 1    | ITU World Championship Series 2024                       | Torremolinos   | 01:56:44 | Grand Final, Weltmeisterin Sprintdistanz |
| 5. Aug. 2024  | 4    | Olympische Sommerspiele 2024, Mixed Relay                | Paris          | 01:26:47 | in der gemischten Staffel mit Pierre Le Corre, Emma Lombardi und Léo Bergère                                                                       |
| 31. Juli 2024 | 1    | Olympische Sommerspiele 2024                             | Paris          | 01:54:55 | Olympiasiegerin |
| 14. Juli 2024 | 1    | ITU World Championship Series 2024                       | Hamburg        | 00:55:19 | |
| 25. Mai 2024  | 1    | ITU World Championship Series 2024                       | Cagliari       | 01:47:25 | |
| 23. März 2024 | 2    | ETU Triathlon European Cup                               | Quarteira      | 01:56:57 | hinter Lisa Tertsch |
| 24. Sep. 2023 | 3    | ITU World Championship Series 2023                       | Pontevedra     | 01:53:50 | hinter der Britin Beth Potter |
| 29. Juli 2023 | 1    | ITU World Championship Series 2023                       | Sunderland     | 00:59:53 | |
| 14. Juli 2023 | 1    | ITU World Championship Series 2023                       | Hamburg        | 00:21:35 | Weltmeisterin Sprintdistanz |
| 27. Mai 2023  | 4    | ITU World Championship Series 2023                       | Cagliari       | 01:47:44 | hinter der Britin Georgia Taylor-Brown |
| 25. März 2023 | 1    | ETU Triathlon European Cup                               | Quarteira      | 01:56:29 | |
| 26. Nov. 2022 | 10   | ITU World Championship Series 2022                       | Abu Dhabi      | 01:58:13 | Grand Final |
| 8. Okt. 2022  | 8    | ITU World Championship Series 2022                       | Cagliari       | 01:49:00 | hinter Georgia Taylor-Brown |
| 14. Aug. 2022 | 1    | ETU Triathlon European Championship Mixed Relay          | München        | 01:25:30 | Europameisterschaft; gemischte Staffel; mit Emma Lombardi, Dorian Coninx und Léo Bergère                                                           |
| 12. Aug. 2022 | 5    | ETU Triathlon European Championship                      | München        | 01:53:05 | Europameisterschaft auf der olympischen Distanz |
| 26. Juni 2022 | 1    | ITU Sprint Triathlon World Championship Mixed Relay      | Montreal       | 01:27:14 | Weltmeisterin im Team – zusammen mit Pierre Le Corre, Vincent Luis und Emma Lombardi                                                               |
| 25. Juni 2022 | 2    | ITU World Championship Series 2022                       | Montreal       | 00:24:07 | |
| 11. Juni 2022 | 1    | ITU World Championship Series 2022                       | Leeds          | 00:59:03 | |
| 3. Apr. 2022  | 1    | ETU Europe Triathlon Cup and Mediterranean Championships | Melilla        | 00:52:00 | |
| 31. Juli 2021 | 3    | Olympische Sommerspiele 2020 Mixed Relay                 | Tokio          | 01:24:04 | gemischte Staffel (mit Dorian Coninx, Léonie Périault und Vincent Luis)                                                                            |
| 27. Juli 2021 | DNF  | Olympische Sommerspiele 2020                             | Tokio          | –        | |
| 15. Mai 2021  | 10   | ITU World Championship Series 2021                       | Yokohama       | 01:55:42 | |
| 18. Apr. 2021 | 1    | ETU Triathlon European Cup                               | Melilla        | 00:57:07 | |
| 11. Okt. 2020 | 1    | ETU Triathlon European Championship Clubs                | Alhandra       |          | Mixed Relay (mit Tom Richard, Kristelle Congi und Aurélien Raphaël) für Poissy Triathlon                                                           |
| 5. Sep. 2020  | 11   | ITU World Championship Series 2020                       | Hamburg        | 00:55:35 | Weltmeisterschaft |
| 5. Okt. 2019  | 1    | ETU Triathlon European Championship Clubs                | Alhandra       |          | für Poissy Triathlon – mit Anthony Pujades, Léonie Périault und Dorian Coninx                                                                      |
| 15. Aug. 2019 | 19   | ITU World Triathlon Olympic Qualification Event          | Tokyo          | 01:43:39 | hinter Emilie Morier (Rang 12) als zweitschnellste Französin                                                                                       |
| 18. Mai 2019  | DNF  | ITU World Championship Series 2019                       | Yokohama       | –        | |
| 8. März 2019  | 7    | ITU World Championship Series 2019                       | Abu Dhabi      | 00:56:45 | erstes Rennen der Saison |
| 6. Okt. 2018  | 1    | ETU Triathlon European Championship Clubs                | Lissabon       | 00:21:38 | mit Poissy Triathlon |
| 14. Sep. 2018 | 2    | ITU Triathlon World Championship U23                     | Gold Coast     | 01:55:22 | U23-Vizeweltmeisterin |
| 11. Aug. 2018 | 1    | ETU Triathlon European Championship Mixed Relay          | Glasgow        | 01:15:07 | im Team mit Léonie Périault, Pierre Le Corre und Dorian Coninx                                                                                     |
| 9. Aug. 2018  | 3    | ETU Triathlon European Championships                     | Glasgow        | 02:00:57 | |
| 14. Juli 2018 | 1    | ITU World Championship Series 2018                       | Hamburg        | 00:58:06 | |
| 27. Mai 2018  | 1    | FRA Triathlon National Championships                     | Gray           | 01:01:57 | Französische Triathlon-Staatsmeisterin |
| 3. Sep. 2017  | 1    | FRA Triathlon National Championships CD                  | Quiberon       | 00:55:07 | Französische Triathlon-Staatsmeisterin |
| 15. Juli 2017 | DNF  | ITU World Championship Series 2017                       | Hamburg        | –        | Sturz mit dem Rad |
| 16. Juni 2017 | 10   | ETU Triathlon European Championships                     | Kitzbühel      | 01:59:37 | als beste Französin bei der Europameisterschaft auf der olympischen Kurzdistanz                                                                    |
| 28. Mai 2017  | 9    | ITU Triathlon World Cup                                  | Madrid         | 02:10:57 | |
| 3. Sep. 2016  | 1    | ETU Triathlon European Championship Clubs                | Banyoles       |          | mit „Poissy Triathlon“ |
| 20. Aug. 2016 | 30   | Olympische Sommerspiele 2016                             | Rio de Janeiro | 02:02:18 | |
| 26. Juni 2016 | 3    | ETU Sprint Triathlon European Championships              | Châteauroux    | 00:58:32 | Europameisterschaft auf der Sprintdistanz |
| 28. Mai 2016  | 1    | ETU Triathlon European Championship Junior Women         | Lissabon       | 01:02:42 | Triathlon-Europameisterin Junioren (750 m Schwimmen, 20 km Radfahren und 5 km Laufen)                                                              |
| 8. Mai 2016   | 9    | ITU Triathlon World Cup                                  | Cagliari       | 01:05:14 | |
| 3. Apr. 2016  | 1    | ETU Triathlon Junior European Cup                        | Quarteira      | 00:57:05 | |
| 4. Okt. 2015  | 3    | FRA Triathlon National Championships                     | Frankreich     | 01:01:05 | Staatsmeisterschaft |
| 8. Aug. 2015  | 8    | ITU Triathlon World Cup                                  | Tiszaújváros   | 01:01:30 | |
| 7. März 2015  | 14   | ITU World Championship Series 2015                       | Abu Dhabi      | 00:59:55 | im ersten Rennen der Saison auf der Sprintdistanz als schnellste Französin nur 58 Sekunden hinter der Siegerin, der US-Amerikanerin Gwen Jorgensen |
| 28. Sep. 2014 | 1    | FRA Triathlon National Championships CD                  | Nizza          | 01:00:31 | Französische Triathlon-Staatsmeisterin (750 m Schwimmen, 20 km Radfahren und 5 km Laufen)                                                          |
| 29. Aug. 2014 | 2    | ITU Triathlon World Championship Junior Women            | Edmonton       | 01:02:38 | Zweite bei der Junioren-Weltmeisterschaft (750 m Schwimmen, 20,9 km Radfahren und 5,4 km Laufen) hinter der Deutschen Laura Lindemann              |
| 13. Juli 2014 | 2    | ITU Sprint Triathlon World Championship Mixed Relay      | Hamburg        | 00:20:33 | Vizeweltmeisterin im Staffel-Team – zusammen mit Dorian Coninx, Vincent Luis und Audrey Merle                                                      |
| 21. Juni 2014 | 3    | ETU Triathlon European Championship Junior Women         | Kitzbühel      | 01:03:29 | Dritte in der Jugend-Klasse |
| 11. Sep. 2013 | 6    | ITU Triathlon World Championship Junior Women            | London         | 00:58:02 | |
| 14. Juni 2013 | 11   | ETU Triathlon European Championship Junior Women         | Alanya         | 01:00:35 | |
| 1. Juni 2013  | 2    | FRA Triathlon National Championship Junior Women         | Frankreich     | 01:05:56 | Zweite hinter Léonie Périault bei der Junioren-Staatsmeisterschaft                                                                                 |

| Datum/Jahr    | Rang | Wettbewerb                 | Austragungsort | Zeit    | Bemerkung                      |
| ------------- | ---- | -------------------------- | -------------- | ------- | ------------------------------ |
| 26. Feb. 2012 | 1    | Aquathlon Indoor de Vittel | Vittel         | 06:35.4 | erfolgreiche Titelverteidigung |
| 27. Feb. 2011 | 1    | Aquathlon Indoor de Vittel | Vittel         | 06:47   |                                |

(DNF – Did Not Finish)
Cassandre Beaugrand lebt in Antibes, wo sie von ihrem Vater trainiert wird. Sie besuchte das Lycée Audiberti, wo sie 2015 die Abschlussprüfung in der Richtung Wirtschaft und Sozialwissenschaften (BAC ES = baccalauréat economique et social) abgelegt hat. Sie nutzt den örtlichen Schwimmverein CN Antibes als Stützpunkt und trainiert am Wochenende mit dem ASM Athlétisme in Monaco.